# Джаксънов хамелеон
Джаксъновите хамелеони (Trioceros jacksonii), наричани също трироги хамелеони, са вид влечуги от семейство Хамелеонови (Chamaeleonidae).
Разпространени са в планинските екваториални гори на Източна Африка, от двете страни на границата между Танзания и Кения. Обикновено достигат дължина на тялото с опашката 15 – 25 сантиметра, някои мъжки до 38 сантиметра. Хранят се главно с дребни насекоми.